# Gladbacher Mühle (Gladbach)
Die Gladbacher Mühle stand in Gladbach im Kreis Düren am Neffelbach.
Die Mühle lag direkt im Dorf, im Michelsgraben 1. Oberhalb steht die Müddersheimer Mühle und unterhalb lag die Gladbacher Ölmühle. Sie ist erstmals 1812 als Getreidemühle am Neffelbach erwähnt. 1812 wurde die Mühle von Michael Dohmen aus Gladbach dem Grafen Condehoven abgekauft.
Die Mahlmühle hatte zwei Mahlgänge im Wechselwerk, das heißt, dass nicht beide Mahlgänge gleichzeitig benutzt werden konnten. 1957 wird als Besitzer ein Wilhelm Schmitz genannt.
In den 1950er Jahren wurden zusätzlich ein elektrischer Antrieb und ein Dieselmotor mit 15 PS installiert. 1959 wurde der Betrieb eingestellt. Seit etwa 2020 wird der Abriss der Gebäude in Eigenleistung durchgeführt.